# أليسون كينيرد
أليسون كينيرد (بالإنجليزية: Alison Kinnaird) هي فنانة بريطانية، ولدت في 1949.

## وصلات خارجية
- أليسون كينيرد على موقع IMDb (الإنجليزية)
- أليسون كينيرد على موقع ميوزك برينز (الإنجليزية)
- أليسون كينيرد على موقع أول ميوزيك (الإنجليزية)
- أليسون كينيرد على موقع ديسكوغز (الإنجليزية)